# SN 1969C
SN 1969C – supernowa typu Ia* odkryta 2 lutego 1969 roku w galaktyce NGC 3811. Jej maksymalna jasność wynosiła 13,79m.